# Dejan Dražić
Dejan Dražić (serb. Дејан Дражић, ur. 23 września 1995 w Somborze) – serbski piłkarz występujący na pozycji pomocnika w tajlandzkim klubie FC Goa .